# スターリングラード級重巡洋艦
スターリングラード級重巡洋艦（英語: Stalingrad-class battlecruiser）は、ソビエト連邦海軍が開発していた重巡洋艦。ソ連海軍における正式名は82型巡洋艦（ロシア語: Крейсера проекта 82）。1951年より建造に入ったが、1953年4月、計画はキャンセルされた。なお、西側においては巡洋戦艦と種別されることも多い。

## 概要
本級の計画は、1941年より開始された。当時のソ連海軍は、軽巡洋艦であるキーロフ級およびチャパエフ級と、重巡洋艦であるクロンシュタット級を並行して整備することを計画していたが、海軍参謀本部は、これらの中間に位置するもう一つの艦級の必要性を認識していた。この当時の計画では、この巡洋艦は2万トン級、203mm主砲を有するものとされていた。1941年3月、ニコライ・クズネツォフ海軍人民委員は計画を承認した。この時点での82型の設計は、ドイツ製の重巡洋艦「リュッツオウ」に多くを負っていた。同艦は未成状態でソ連海軍に引き渡され、「ペトロパヴロフスク」と改称されており、その設計は83型重巡洋艦と呼称されていた。当初の82型の設計は、83型の改良型という形で着手されたものと考えられている。1944年11月の時点で計画は拡大され、主砲は220mmに大口径化されるとともに、艦型も25,000トン級に大型化された。しかし当時のソビエト連邦は第二次世界大戦の只中であり、この計画を実現することは難しかった。
戦後の1947年1月、ヨシフ・スターリン書記長は、82型重巡洋艦に305mm主砲を備えるよう命じ、8月、これに応じて305mm主砲を備えた案2つと220mm主砲を備えた案1つが提出された。1948年3月、スターリンは305mm主砲の設計案を承認、8月より第17中央設計局は具体的な設計を開始した。この設計案は、未成艦に終わったクロンシュタット級重巡洋艦に基づいていると言われている。1949年秋には原案が完成したが、スターリンはこの設計案の速力が低いことを問題視したことから、再設計が行なわれることになった。同年10月、スターリンは第16中央設計局の新設を指示し、82型の開発はここに移管された。当初、82型の任務は遊撃部隊の掩護および重巡洋艦との交戦、対地火力投射と想定されていた。しかしスターリンはこの任務を修正し、交戦対象は軽巡洋艦とされて速力が強化され、両用砲が削減されるかわりに対空機銃が増設された。また航続距離も短縮され、行動海域は黒海およびバルト海と設定された。
この新しい計画に基づいた設計は1951年6月に承認され、同年12月31日よりネームシップ、翌年9月12日には2番艦が起工された。しかし建造は計画よりも遅延し、さらに1953年3月にはスターリンが死去した。ソ連政府の実質的な最高指導者となったラヴレンチー・ベリヤは、砲熕兵器を主体とする従来型の戦闘艦は既に時代遅れであると考え、本級の計画を中止するよう命じた。当時進められていた4番艦の起工準備は中止され、2番艦および3番艦は建造途中で解体された。1番艦は、第16中央設計局の提案に基づいて標的艦に改造され、1957年までこの任務に従事したのち、解体された。
| 建造番号 | 艦名                          | 建造                                | 起工       | 進水                    | 竣工（予定）            |
| -------- | ----------------------------- | ----------------------------------- | ---------- | ----------------------- | ----------------------- |
| 400      | スターリングラード Сталинград | 第444造船所（ニコラエフ）           | 1951年12月 | 1954年3月               | 1954年                  |
| 406      | モスクワ Москва               | 第189造船所（レニングラード）       | 1952年9月  | 1953年4月18日建造中止。 | 1953年4月18日建造中止。 |
| 401      | クロンシュタット Кронштадт    | 第402造船所（セヴェロドヴィンスク） | 1952年10月 | 1953年4月18日建造中止。 | 1953年4月18日建造中止。 |